# Церковь Святых Ангелов-Хранителей (Роготно)
Церковь Святых Ангелов-Хранителей (бел. Касцёл Святых Анёлаў-Ахоўнікаў) — католический храм в агрогородке Роготно, Гродненская область, Белоруссия. Относится к Дятловскому деканату Гродненского диоцеза. Памятник архитектуры в стиле классицизм, построен в 1840 году. Включён в Государственный список историко-культурных ценностей Республики Беларусь.

## История

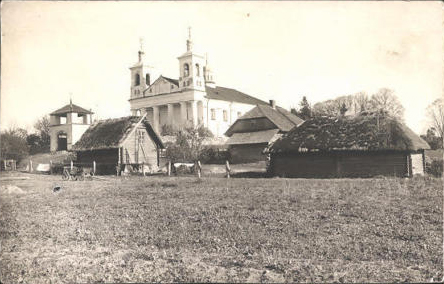
Костёл в 1915 году

Католический приход основан в Роготно около 1400 года. В XV веке здесь был построен деревянный костёл, который первоначально был освящён во имя апостола Варфоломея.
В 1630-х годах деревянный храм перешёл к кальвинистам, в 1656 году разрушен во время русско-польской войны. После войны восстановлен благодаря стараниям Андрея Завиши. Восстановленный костёл был освящён в 1673 году, однако вскоре во время Северной войны храм вновь был уничтожен.
В 1840 году построено современное каменное здание храма Ангелов-Хранителей в стиле позднего классицизма. После подавления польского восстания 1863 года католический храм был переделан в православную церковь Рождества Богородицы.
Согласно Рижскому мирному договору (1921) Роготно оказалось в составе межвоенной Польской Республики, где вошло в состав Слонимского повета Новогрудского воеводства. В это время здание бывшего костела вернули католикам.
В 1947 году храм закрыт советскими властями, здание переоборудовано в зернохранилище. Некоторые иконы и скульптуры были спасены верующими и возвращены в храм после его возвращения Церкви в 1989 году. После возвращения в храме были проведены реставрационные работы.

## Архитектура
Храм Святых Ангелов-Хранителей — памятник архитектуры в стиле позднего классицизма.
Прямоугольный в плане объём храма накрыт двухскатной крышей. Главный фасад фланкирован четырёхгранными башнями-колокольнями и оформлен шестиколонным портиком. Фасады ритмично расчленены лучковыми оконными проёмами и пилястрами в простенках. На треугольном фронтоне портика и гранях башен — арочные ниши и оконные проёмы.
На колокольне костёла ранее был колокол 1615 года с латинской надписью «Слава в вышних Богу».